# Marton-le-Moor
Marton-le-Moor is een civil parish in het bestuurlijke gebied Harrogate, in het Engelse graafschap North Yorkshire met 182 inwoners.